# Neuville-en-Verdunois
Neuville-en-Verdunois – miejscowość i gmina we Francji, w regionie Grand Est, w departamencie Moza.
Według danych na rok 1990 gminę zamieszkiwały 73 osoby, a gęstość zaludnienia wynosiła 5 osób/km² (wśród 2335 gmin Lotaryngii Neuville-en-Verdunois plasuje się na 972. miejscu pod względem liczby ludności, natomiast pod względem powierzchni na miejscu 356.).